# MRPS11
MRPS11‏ (Mitochondrial ribosomal protein S11) هوَ بروتين يُشَفر بواسطة جين MRPS11 في الإنسان.